# Плюмтектоніка

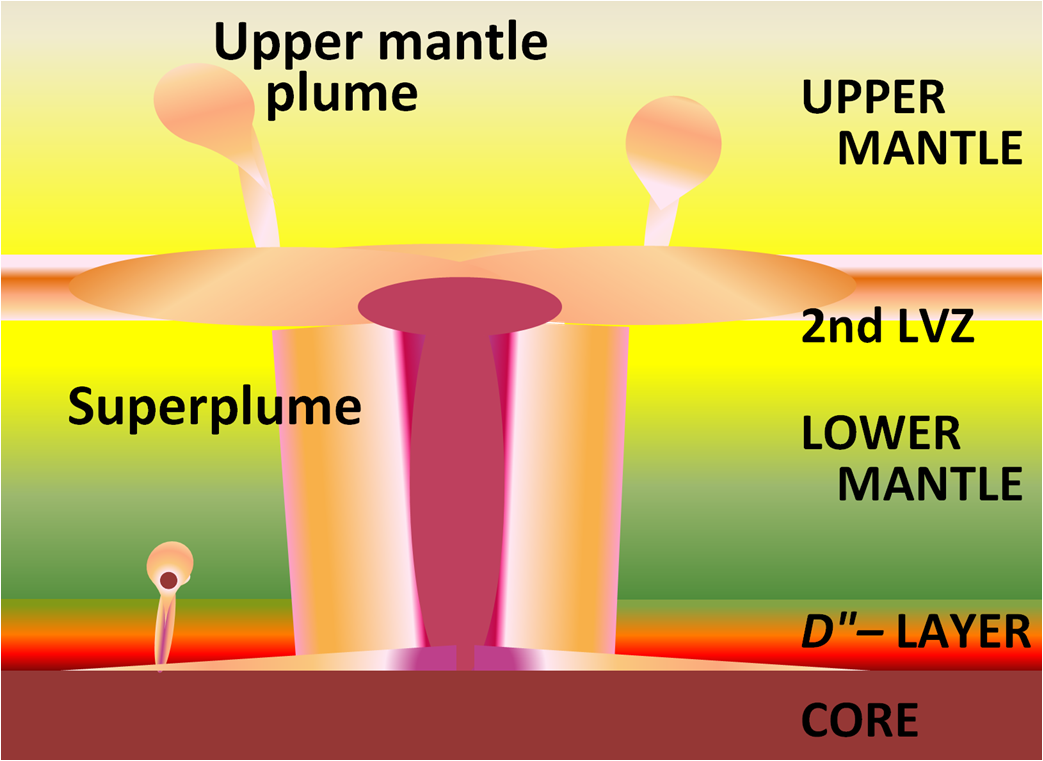
Суперплюм, утворений процесами охолодження в мантії (LVZ = зона низької швидкості)

Тектоніка плюму — це геонаукова теорія, яка сягає своїм корінням у концепцію мантійного купола, яка була особливо популярною в 1930-х роках і спочатку не сприймала основні рухи плит і дрейф континентів. Таке розуміння збереглося з 1970-х років до сьогодні в різних формах і презентаціях. Воно повільно перетворилася на концепцію, яка визнає та приймає великомасштабні рухи плит, такі як передбачені тектонікою плит, але поміщає їх у структуру, де великі мантійні плюми є основною рушійною силою системи. Першими послідовниками цієї концепції в першій половині 20-го століття були такі вчені, як Бєлоусов і ван Беммелен, а останнім часом ця концепція далі пропрацьовується, особливо в Японії, завдяки новій збірці робіт з палеомагнетизму, і все ще підтримується групою вчених, що розробляють її в плані ідеї розширення Землі.  В даний час вона, як правило, не вважається основною теорією для пояснення рушійних сил руху тектонічних плит, хоча були запропоновані численні модуляції цієї концепції.
Теорія зосереджена на рухах мантійних плюмів під тектонічними плитами, розглядаючи їх як головну рушійну силу рухів (частин) земної кори. У своїй сучаснішій формі, задуманій у 1970-х роках, вона намагається примирити в одній єдиній геодинамічній моделі горизонтальну концепцію тектоніки плит і вертикальну концепцію мантійних плюмів за допомогою гравітаційного руху плит від великих куполів земної кори. Існування різних суперконтинентів в історії Землі та їх розпад пов’язують із великими підйомами мантії.
Разом із мантійною конвекцією вона класифікується як один із механізмів, які використовуються для пояснення рухів тектонічних плит. Це також демонструє спорідненість із концепцією гарячих точок, яка використовується в сучасній тектоніці плит для створення структури конкретних точок підйому мантії, які є відносно стабільними протягом усього часу та використовуються для калібрування рухів плит, використовуючи їх розташування разом із палеомагнітними даними. Іншою спорідненістю є концепція тектоніки хвилі, яка передбачає потоки через мантію як головну рушійну силу тектоніки плит.